# Palmgier
De palmgier of gierarend (Gypohierax angolensis) is een grote roofvogel uit de familie Accipitridae. Het is het enige lid van het geslacht Gypohierax.

## Kenmerken
Het verenkleed is wit op de kop, borst, poten en de voorste helft van de vleugels en zwart op de achterste helft van de vleugels, rug en staart. Rond de ogen bevindt zich een rode vlek. Een volwassen dier is 56 tot 65 cm groot, 1,3 tot 1,8 kg zwaar en heeft een vleugelspanwijdte van 130 tot 150 cm. Tijdens de vlucht lijkt deze soort meer op een arend dan op een gier.

## Leefwijze
Het voedsel van de palmgier bestaat uit dode vissen en de noot van de oliepalm. Niet voor niets wordt het dier dan ook palmgier genoemd.

## Voortplanting
Beide geslachten broeden gedurende ongeveer zes weken; er is één ei in een omvangrijk nest in een boom.
Kuikens zijn bruin, met een gele oogstreep. Na circa vijf jaar zijn ze volgroeid.

## Verspreiding en leefgebied
Deze gier van de Oude Wereld komt voor in bossen en op savannen in Afrika beneden de Sahara, met name van Senegal en Gambia tot Zuid-Soedan en oostelijk Kenia, zuidelijk tot Angola en noordoostelijk Zuid-Afrika. Gewoonlijk bevindt de palmgier zich dicht bij water. Het dier is niet schuw en kan dicht bij door mensen bewoonde gebieden waargenomen worden.

## Status
De palmgier heeft een enorm groot verspreidingsgebied en daardoor alleen al is de kans op de status  kwetsbaar (voor uitsterven) uiterst gering. De grootte van de populatie is niet gekwantificeerd maar zeer waarschijnlijk stabiel. Om deze redenen staat de palmgier als niet bedreigd op de Rode Lijst van de IUCN.